# Dicranomyia regifica
Dicranomyia regifica är en tvåvingeart som beskrevs av Alexander 1916. Dicranomyia regifica ingår i släktet Dicranomyia och familjen småharkrankar. Inga underarter finns listade i Catalogue of Life.